# (55871) 1997 UE1
(55871) 1997 UE1 là một tiểu hành tinh vành đai chính. Nó được phát hiện bởi Yoshisada Shimizu và Takeshi Urata ở Đài thiên văn Nachi-Katsuura ở Nachikatsuura, Wakayama, VN ngày 21 tháng 10 năm 1997.